# Rupert Rheeder
Rupert Rheeder, né le 19 novembre 1976 à Barberton, est un coureur cycliste sud-africain.

## Palmarès
- 1998
  - 3e du championnat d'Afrique du Sud sur route espoirs
- 2005
  -  Champion d'Afrique sur route
  - 3e étape du Tour d'Égypte (contre-la-montre par équipes)
  - Prologue, 1re et 6e étapes du Tour du Sénégal
  -  Médaillé de bronze du championnat d'Afrique du contre-la-montre
- 2006
  - Prologue, 1re et 6e étapes du Tour d'Égypte
  - 2e de l'UCI Africa Tour

## Classements mondiaux
| Année         | 2005 | 2006 | 2007 |
| ------------- | ---- | ---- | ---- |
| UCI Asia Tour | 139e |      | 238e |